# Мовсесян, Рубен Рудольфович
Рубе́н Рудо́льфович Мовсеся́н (род. 11 февраля 1968 г., Москва) — российский кардиохирург, врач высшей категории, главный детский кардиохирург комитета по здравоохранению города Санкт-Петербурга, заведующий отделением кардиохирургии детской городской больницы № 1 Санкт-Петербурга, профессор кафедры педиатрии и детской кардиологии СЗГМУ им. И. И. Мечникова. Профессор, профессор РАН, член-корреспондент РАН (2016).

## Становление
Родился в Москве в семье кардиохирурга профессора Мовсесяна Рудольфа Арцруновича. Мать — Клавдия Васильевна Мовсесян — директор издательства РАМН.
Ещё школьником, с 1983 года, начал работать в ИССХ им. А. Н. Бакулева АМН СССР/РАМН (директор — академик РАМН В. И. Бураковский) в должности лаборанта экспериментального отделения, а потом санитара операционного блока.
В 1992 году окончил Российский государственный медицинский университет им. Н. И. Пирогова (лечебное дело). Прошел субординатуру на кафедре факультетской хирургии на базе первой градской больницы под руководством академика РАН В. С. Савельева.

## Профессиональная биография
С 1992 года, после окончания вуза, принят на работу в ИССХ (позднее — НЦССХ) им. Бакулева на должность младшего научного сотрудника отделения хирургического лечения врождённых пороков сердца у детей раннего возраста (заведующий — профессор М. А. Зеленикин). В 1995 году защитил кандидатскую диссертацию по теме «Экспериментальное обоснование методов биомеханической поддержки „правого сердца“ на модели операции Фонтена», специальность — сердечно-сосудистая хирургия.
С 1997 по 2010 год являлся руководителем лаборатории кардиоплегии НЦССХ им. Бакулева (директор — академик РАН Л. А. Бокерия).
В 1998 году прошел резидентуру (заграничную стажировку) по гранту Hans Georg Borst по хирургии врожденных пороков сердца у профессора Claude Planché в Hôpital Marie Lannelongue, Париж. В 2003 году защитил диссертацию на соискание ученой степени доктора медицинских наук «Гемодинамическая коррекция сложных врожденных пороков сердца у детей раннего возраста». В 2010 году Высшей аттестационной комиссией Мовсесяну присвоено ученое звание «профессор».
С августа 2010 года по настоящее время работает заведующим отделением кардиохирургии в детской городской больнице № 1 Санкт-Петербурга. С 2011 года — профессор кафедры педиатрии и детской кардиологии СЗГМУ им. И. И. Мечникова, а также главный внештатный специалист — детский кардиохирург комитета по здравоохранению города Санкт-Петербурга. В 2016 году присвоено почетное ученое звание «профессор РАН». В том же году избран членом-корреспондентом РАН по отделению медицинских наук.

## Деятельность как практикующего врача
Отделение, возглавляемое Р. Р. Мовсесяном, (см. сайт отделения) специализируется на оказании медицинской помощи детям со сложной патологией сердца. Основано в 1990 году, в формировании команды участвовали специалисты разных стран. За 25 лет выполнено более 10 000 операций и накоплен уникальный в России опыт хирургического лечения пациентов с экстремально малым весом. В отделении ежегодно выполняется более 600 соответствующих операций (4 % от общего их числа в РФ) из них более 200 в периоде новорожденности (10 % от РФ). Разработанные принципы и система организации позволили проводить операции в первые часы после рождения, при этом с выживаемостью выше средних показателей европейских клиник.
Лично Мовсесяном выполнено более 2500 операций, среди них были уникальные. Провел первые в России операции при сложных пороках сердца с использованием тепловизорного контроля. Впервые осуществил ряд коррекций:
- протезирование АВ клапанов с использованием бескаркасных митральных гомографтов;
- конусную реконструкцию у пациентов первых месяцев жизни с аномалией Эбштейна, операцию Норвуда-Санно с гомографтом;
- суживание лёгочной артерии у пациентов с массой менее 600 граммов, устранения коарктации аорты у пациентов с массой менее 800 г;
- операцию артериального переключения и операцию Норвуда у пациентов менее 1600 г.

Мовсесян приобрёл известность среди граждан России, столкнувшихся с кардиологическими проблемами у своих детей. Когда летом 2020 года неожиданно начались разговоры о возможном увольнении врача, была развёрнута кампания в его защиту; в итоге увольнение не состоялось.

## Научная и педагогическая деятельность
Р. Р. Мовсесян — соавтор 8 патентов на изобретения, в том числе
- первого отечественного внутриклеточного кардиоплегического раствора на основе естественных дипептидов (совместно с кафедрой биохимии МГУ им. Ломоносова);
- первого в мире аппарата, позволяющего в режиме реального времени на базе измерения электрического сопротивления тканей миокарда оценивать его состояние во время операции на «открытом» сердце (совместно с сотрудниками ИРЭ РАН);
- аппарата для регулирования венозного притока к сердцу за счет синхронной по дыханию электростимуляции скелетных мышц (совместно с сотрудниками МИФИ).

Мовсесян является соавтором двух монографий, а также более 190 научных статей, свыше 25 из которых опубликованы в зарубежной печати.
Член ряда российских и зарубежных научно-медицинских обществ: Российской Ассоциации сердечно-сосудистых хирургов (АССХ РФ, с 2000 г.); Европейской Ассоциации кардио-торакальных хирургов (EACTS, с 1997 г.); Американской Ассоциации кардио-торакальных хирургов (STS, с 2009 г.); Всемирного Общества детской и врожденной кардиохирургии (WSPCHS, с 2013 г.). Активно участвует в обмене опытом с коллегами из других медицинских центров.
Учебно-преподавательскую работу Мовсесян ведет как профессор кафедры педиатрии и детской кардиологии СЗГМУ им. Мечникова. Подготовил семь кандидатов наук.

## Премии, почётные звания
- Премия имени А. Н. Бакулева «За успешное решение проблемы хирургического лечения пороков сердца у новорожденных и детей первого года жизни» (2012);
- Премия правительства Санкт-Петербурга «Лучший врач года»[5] (2014);
- Почетное ученое звание «Профессор РАН» (2016).

## Основные научные статьи и патенты
- L.A. Bokeriya, A.A. Boldyrev, R.R. Movsesyan, O.I. Kulaga, G.A. Bledzhyants, D.N. Egorov, A.E. Popov, M.G. Plyushch, E.F. Kozar, N.V. Kalaeva. Experimental Study of the Effects of Sodium Ion Concentrations on the Function of the Myocardium Exposed to Cardioplegic Ischemia // Bulletin of Experimental Biology and Medicine. — 2014. — Т. 156, № 6. — С. 880–884. статья
- L.A. Bockeria, A.A. Boldyrev, O.I. Kulaga, G.A. Blejyants, D.N. Egorov, A.E. Popov, K.V. Mumladze, I.F. Egorova, T.V. Artuhina, N.V. Kalaeva, R.R. Movsesian. First Results of ACH Cardioplegic Solution Clinical Application in Newborns and Infants under One Year of Age // World Journal of Cardiovascular Diseases. — 2013. — Т. 5, № 5А. статья
- Л. А. Бокерия, Р. М. Муратов, Р. Р. Мовсесян, Г. А. Бледжянц Способ оценки состояния миокарда при проведении операции на открытом сердце (патент, 2012)
- L.A. Bokeriya, A.A. Boldyrev, R.R. Movsesyan, S.A. Alikhanov, E.S. Arzumanyan, E.D. Nisnevich, T.V. Artyukhina, R.A. Serov. Cardioprotective effect of histidine-containing dipeptides in pharmacological cold cardioplegia // Bulletin of Experimental Biology and Medicine. — 2008. — Т. 145, № 3. — С. 323–327. статья
- Л. А. Бокерия, А. И. Ким, Р. Р. Мовсесян, Д. В. Рябцев Способ хирургической коррекции общего открытого атриовентрикулярного канала с рассечением мостовидных створок и использованием двух заплат (патент, 2007)